# Dobra (gmina, Police)
Pour les articles homonymes, voir Dobra.
Dobra (prononciation : [ˈdɔbra]) est une gmina rurale du powiat de Police, Poméranie occidentale, dans le nord-ouest de la Pologne, à la frontière avec l'Allemagne. Son siège est le village de Dobra, qui se situe environ 14 km au sud-ouest de Police et 16 km au nord-ouest de la capitale régionale Szczecin.
La gmina couvre une superficie de 110,27 km2 pour une population de 21 186 habitants en 2016.

## Géographie
La gmina inclut les villages de Bezrzecze, Buk, Dobra, Dołuje, Grzepnica, Kościno, Łęgi, Mierzyn, Płochocin, Redlica, Rzędziny, Skarbimierzyce, Sławoszewo, Stolec, Wąwelnica et Wołczkowo.
La gmina borde la ville de Szczecin et les gminy de Kołbaskowo et Police. Elle est également frontalière de l'Allemagne.